# توران‌پشت
توران پشت (تورپشت، توره پشت، تورون پشت)
نامِ یک ناحیه تاریخی در مسیر مواصلاتی یزد به شیراز است که  ۸۰ کیلومتر از مرکز استان يزد فاصله دارد.
از نظر مختصات جغرافیایی در طول ¢۵۳°۵۲ و عرض ¢۳۱°۳۱ قرار گرفته و ارتفاع متوسط آن از سطح دریا ۲۳۲۰ متر و موقعیّت طبیعی آن پایکوهی با آب و هوای معتدل و خشک است
اگر چه امروزه بیشتر از توران‌پشت به عنوان یک روستا یاد می‌شود اما برخی متون تاریخی از پیشینه آن به عنوان یک شهر و برخی دیگر به عنوان دارالملک یزد در قرون متقدم یاد کرده‌اند. نیز بر اساس اطلاعات برخی منابع، توران پشت در قرون میانه از مرکزیت سیاسی-فرهنگی در خطه پشتکوهِ یزد برخوردار بوده‌است.

## پیشینه تاریخی
یافته‌های باستان‌شناسی نظیر سنگ‌نگاره‌ها و سفال‌ها نشان می‌دهد که توران پشت قدیمی‌ترین ناحیه در استان یزد است و پیشینه آن به هزاره چهارم پیش از میلاد بازمی‌گردد.
بر اساس متون تاریخی توران پشت در قدیم‌الایام منزلگاهی در میان مسیر فارس به خراسان و نیز منزلگاهی بر مسیر اصفهان به کرمان بوده و حرکت کاروان‌های تجاری در این دو شاهراه اصلی ایران، رونق و شکوه فراوانی برای توران پشت به ارمغان می‌آورده‌است.

## پیشینه فرهنگی
براساس پژوهش‌های انجام شده، در طی قرون متمادی فرهنگ عرفان و تصوف در توران‌پشت بسیار پر رونق بوده و در قرون میانه اسلامی افراد بسیار زیادی با عناوینی همچون «شیخ»، «پیر»، «زاهد»، «صالح»، «عابد» و «جوانِ طریقت» در توران پشت زندگی می‌کرده‌اند. چهار برج سلجوقی بازمانده در این دیار به نام‌های شیخ جنید، سید گلسرخ، پیر مراد و چهل دختران نیز به عارفان بلندپایه‌ای تعلق دارند که در آن روزگار در توران‌پشت می‌زیسته‌اند. جالب توجه آن است که این برج مقبره‌ها هنوز نزد اهالی توران‌پشت محترم هستند و به نوعی زیارتگاه محسوب می‌شوند. بر اساس شواهد تاریخی، مسلک و طریقت عارفان توران پشت همان مسلک و طریقت عارفان نامدار خراسانِ بزرگ بوده و در آن دوران اشعار عرفانی «شیخ ابو سعید ابو الخیر میهنی»، «سنایی غزنوی» و «عطار نیشابوری» ورد زبان مردم کوچه و بازار در توران پشت بوده‌است. رونق این فرهنگ عرفانی و مدارا و رواداری برآمده از آن، موجب بوده تا در طی قرون متمادی شیعه، سنی و حتی پیروان سایر ادیان زندگی مسالمت آمیزی در توران پشت داشته باشند.

## مشاهیر توران پشت
- محمد بن ابراهیم تورانپشتی
- شهاب الدین عباس بن ابراهیم بن علی زرداوی توران‌پشتی
- ابو سعید حسن بن حسین بن یوسف توران پشتی
- مجد الدین توران پشتی
- شیخ شهاب الدین ابوعبد االله فضل‌الله بن حسن توران‌پشتی[۹]
- ناصر الدین منشی توران پشتی
- غلام صنعتی: پدر نساجی مدرن در ایران[۱۰]

## آثار تاریخی و جاذبه‌های گردشگری
- بقایای یک معبد ناهید بر بلندای تپه ای سنگی موسوم به کلات،
- سنگ نگاره‌های چند هزار ساله،
- سنگ نبشته‌هایی متعلق به قرون متقدم هجری،
- دو قلعه باستانی،
- قدمگاه امام رضا،
- قبرستان صوفی،
- برج سلجوقی شیخ جنید،
- برج سلجوقی چهل دختران،
- برج سلجوقی سید گلسرخ،
- برج سلجوقی پیر مراد،
- تخت رستم (احتمالاً يك قلعه اسماعيلي)،
- مسجد جامع مربوط به دوره تیموری،
- حسینیه متعلق به زمان صفوی،
- آسیاب‌های آبی،
- آب انبار سنگی،
- خرمنزاهای سنگی موسوم به گُوگَرد،
- بنایی به نام کَلَک،
- خانه‌های تاریخی و…[۱۱]

## جمعیت
بر پایه سرشماری عمومی نفوس و مسکن در سال ۱۳۹۵ جمعیت این روستا ۱۲۱ نفر (۵۸خانوار) بوده‌است.

## زیبایی‌های طبیعی
توران پشت به لحاظ زیبایی‌های طبیعی نیز آثار کم‌نظیری در خود جای داده که از این میان می‌توان پناهگاه حیات وحشِ «گارو»، کوه «چِغایِ اُشتر»، «کوه چِغای سیاه»، «کوه چغای هنگره»، کوه «سِل کنده باران» و «تخت رستم» را نام برد.
اما بی تردید مهم‌ترین اثر طبیعی توران پشت، چشمه‌های جوشان و گنبدهای آهکی آنجا است که تشکیل آنها میلیون‌ها سال طول می‌کشد و یک جاذبه گردشگری منحصر به فرد به‌شمار می‌رود.

## مسافران توران‌پشت
توران پشت به دلیل ظرفیت‌های فرهنگی و تاریخی همواره توجه ایران شناسان نامداری را به خود جلب کرده و بسیاری از این پژوهشگران برای امر تحقیق به توران‌پشت بار سفر بسته‌اند. از جمله این پژوهشگران می‌توان این شخصیت‌ها را نام برد:
پروفسور ایرج افشار و همسر و فرزندانشان شایسته افشاریه، بابک افشار، بهرام افشار، کوشیار افشار و آرش افشار، دکتر منوچهر ستوده، دکتر اصغر مهدوی، عباس عبدالله گروسی، محمدرضا حکیمی، استاد عبدالله قوچانی، دکتر محمد رضا شفیعی کد کنی، آندره گدار، رابرت هیلنبراند، آدولفو ریبادنیرا و…